# Livsstråk
Livsstråk är en svensk dokumentärfilm från 1989 i regi av Ylva Julén. Filmen skildrar violinisten Anna Lindal och hennes liv från barndomen fram till hennes framgångsrika musikerkarriär.

### Fotnoter
1. ↑  ”Livsstråk”. Svensk Filmdatabas. http://www.sfi.se/sv/svensk-filmdatabas/Item/?itemid=16243&type=MOVIE&iv=Basic&ref=/templates/SwedishFilmSearchResult.aspx?id%3d1225%26epslanguage%3dsv%26searchword%3dlivsstr%C3%A5k%26type%3dMovieTitle%26match%3dBegin%26page%3d1%26prom%3dFalse. Läst 22 maj 2013.